# Schiltron
En schiltron (även schiltrom eller shiltron) är en historisk militär term på en stor grupp soldater beväpnade med pikar eller stångvapen som de höll riktade utåt för att avvärja kavallerianfall. Termen anger inte någon särskild form eller placering av formationen. Schiltronen är ofta förknippad med de skotska pikenerarformationerna under det skotska frihetskriget i slutet av 1200-talet och början av 1300-talet.